# Spencer Compton, 2:e markis av Northampton
Spencer Joshua Alwyne Compton, 2:e markis av Northampton, född den 2 januari 1790, död den 17 januari 1851, känd som Lord Compton från 1796 till 1812 och som Earl Compton från 1812 till 1828, var en brittisk adelsman. Han var son till Charles Compton, 1:e markis av Northampton samt far till Charles Compton, 3:e markis av Northampton, William Compton, 4:e markis av Northampton och biskop Alwyne Compton.
Åren 1820–22 var han president i Geological Society of London. År 1838 blev han president i Royal Society, en post han innehade i tio år. Han avgick 1848 på grund av sitt motstånd mot sällskapets ökande professionalisering. Han var president i Royal Society of Literature från 1849 till sin död.